# Ames (Pas-de-Calais)
Ames (flämisch: Almen) ist eine französische Gemeinde mit 660 Einwohnern (Stand: 1. Januar 2022) im Département Pas-de-Calais in der Region Hauts-de-France (vor 2016: Nord-Pas-de-Calais). Sie gehört zum Arrondissement Béthune und zum Kanton Lillers.

## Geographie
Die Gemeinde Ames liegt 15 Kilometer westnordwestlich von Béthune in der historischen Provinz Artois am Fluss Nave. Umgeben wird Ames von den Nachbargemeinden Lières im Norden, Lillers im Nordosten, Ferfay im Osten und Süden, Amettes im Süden und Westen sowie Auchy-au-Bois im Nordwesten.

## Geschichte
Ames war bis in das 20. Jahrhundert hinein der westlichste Bergbauort im Nordfranzösischen Kohlerevier. An die Bergbauzeit erinnern noch zugewachsene Abraumhalden und Gruben im Osten der Gemeinde sowie ein Teil der ehemaligen Bergarbeitersiedlung Cité Pierre Bachelet an der Grenze zur Gemeinde Ferfay.

## Bevölkerungsentwicklung
| Jahr                       | 1962 | 1968 | 1975 | 1982 | 1990 | 1999 | 2006 | 2013 | 2022 |
| -------------------------- | ---- | ---- | ---- | ---- | ---- | ---- | ---- | ---- | ---- |
| Einwohner                  | 668  | 639  | 611  | 601  | 555  | 518  | 563  | 657  | 660  |
| Quellen: Cassini und INSEE |      |      |      |      |      |      |      |      |      |

## Sehenswürdigkeiten
- Kirche Saint-Pierre aus dem 12. Jahrhundert

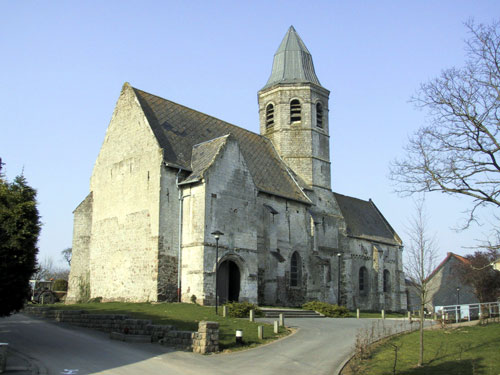
Kirche Saint-Pierre
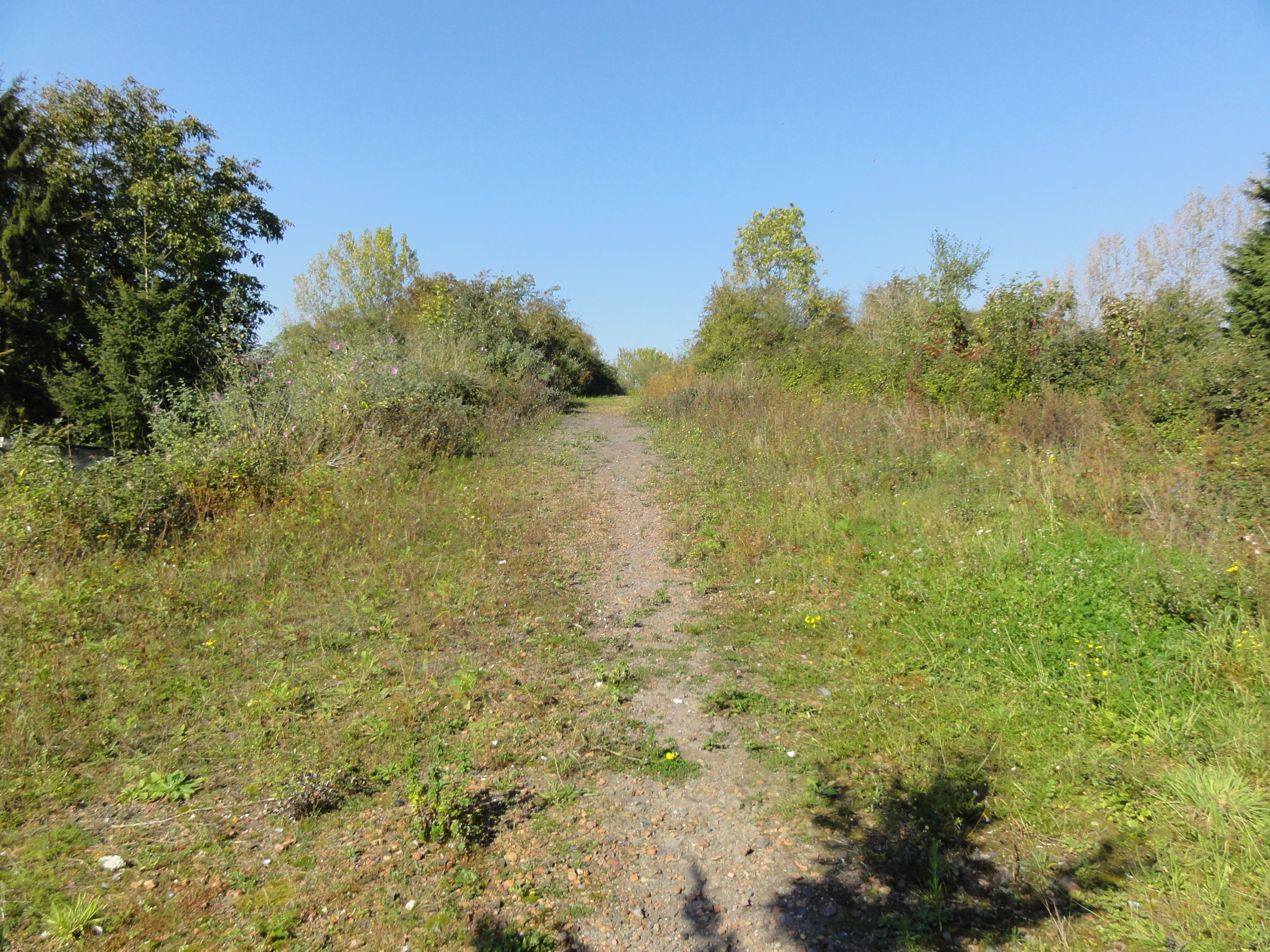
Alte Bergbauhalde